# Howard Baker (Politiker)

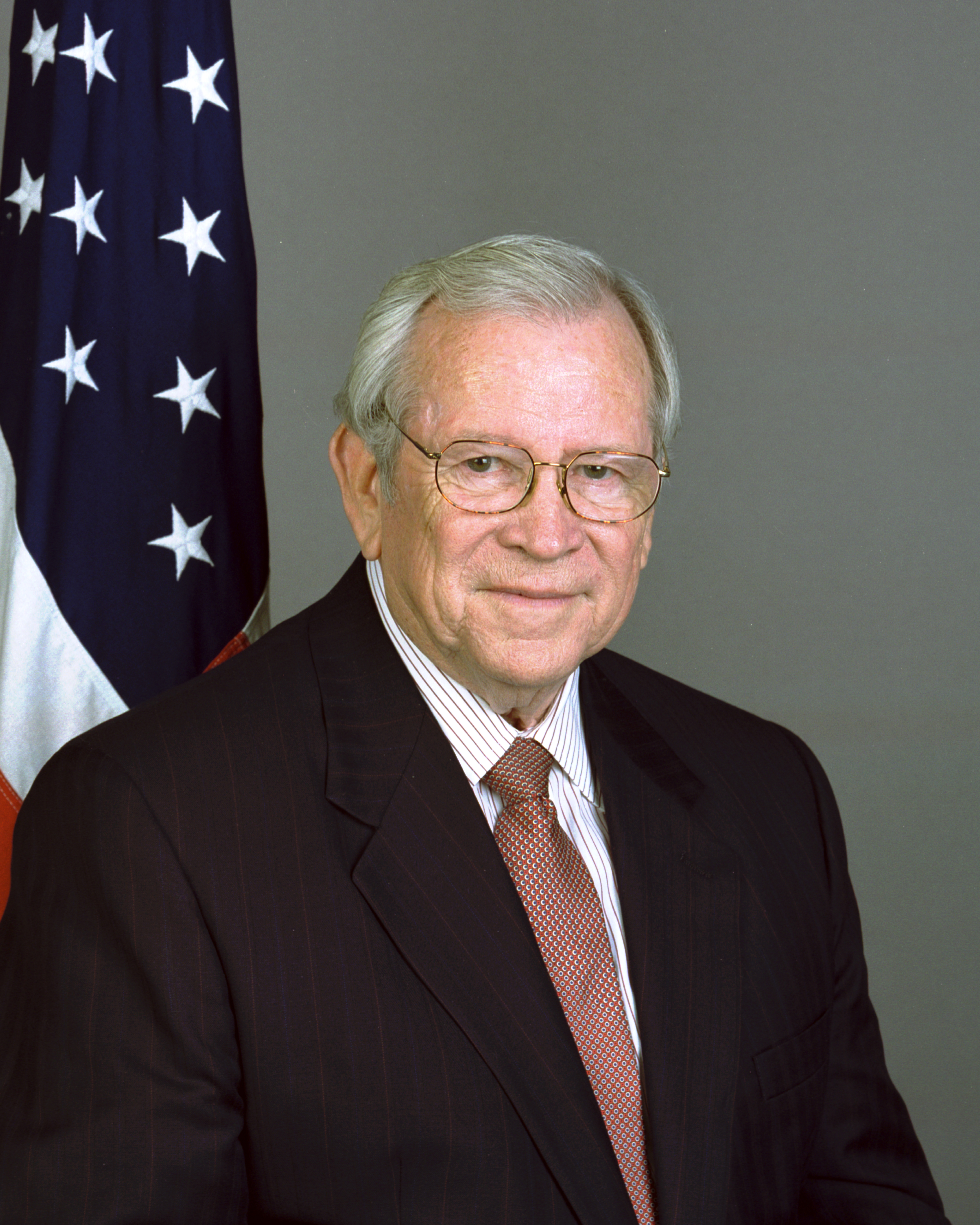
Howard Baker (um 2001)

Howard Henry Baker Jr. (* 15. November 1925 in Huntsville, Tennessee; † 26. Juni 2014 ebenda) war ein US-amerikanischer Politiker. Er war Senator für den US-Bundesstaat Tennessee und Stabschef des Weißen Hauses.

## Leben
Howard Baker wurde 1925 in Huntsville als Sohn von Howard Henry Baker, der dem Repräsentantenhaus der Vereinigten Staaten von 1951 bis 1964 angehörte, und Dora Ladd Baker geboren. Als er acht Jahre alt war, starb seine Mutter und seine Großmutter Lillie Ladd Mauser half bei seiner Erziehung sowie der seiner jüngeren Schwester. Drei Jahre später heiratete sein Vater Irene Bailey. Baker besuchte in Huntsville die Grundschule und die weiterführende Schule sowie ab 1941 die McCallie School in Chattanooga, eine Militärvorbereitungsschule. Er schloss diese 1943 ab und diente bis 1946 in der US Navy. Als Kandidat des V-12-Offiziersausbildungsprogramms der Navy studierte er an der University of the South in Sewanee und später an der Tulane University in New Orleans Elektrotechnik. Während der Semesterferien musste er bei der Navy arbeiten. Nach Beendigung seiner Karriere bei der Navy wechselte er zur Rechtswissenschaft über und schloss 1949 an der University of Tennessee sein Studium ab. Noch im selben Jahr wurde er von der Anwaltskammer vor Gericht zugelassen und begann seine Tätigkeit in einer Anwaltsfirma, die von seinem Großvater gegründet worden war. Er starb am 26. Juni 2014 aufgrund von Komplikationen nach einem Schlaganfall.

## Politische Karriere

### Minority Leader

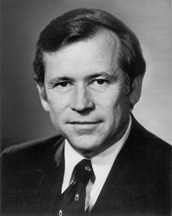
Howard Baker (1974)

Neben seinem Anwaltsberuf war er auch in der Wirtschaft tätig. Er wurde Aufsichtsratsvorsitzender der First National Bank in Oneida und Präsident der Colonial Natural Gas Co. in Wytheville (Virginia). Baker schloss sich der Republikanischen Partei an und trat 1964 das erste Mal an die politische Öffentlichkeit, als es im Senat den vakant gewordenen Sitz des verstorbenen Estes Kefauver neu zu besetzen galt. Er verlor die Wahl allerdings gegen Ross Bass. Bei der Senatswahl zwei Jahre später verlor Bass allerdings die Vorwahlen der Demokraten gegen den ehemaligen Gouverneur Frank G. Clement, der wiederum bei den Wahlen Baker unterlag. Baker wurde zweimal in seinem Amt durch eine Wiederwahl bestätigt und diente bis zum 3. Januar 1985. Von 1977 bis 1981 führte er die republikanische Fraktion im Senat als Minority Leader an. In dieser vor allem außenpolitisch äußerst wichtigen Position hatte er stets mit Blick auf die allgemeine Verantwortung und keineswegs in enger parteipolitischer Begrenzung sein Amt ausgefüllt, was ihm in der eigenen Partei viele Gegner brachte. Ohne seine Unterstützung hätte Präsident Jimmy Carter wohl nie die notwendige Zweidrittelmehrheit für die Panama-Verträge erreicht. Hart widersetzt hatte er sich aber der Asienpolitik unter Carter.

### Watergate
Baker machte sich ebenfalls einen Namen als Co-Chairman des Watergate-Ausschusses, der die Verbrechen der Watergate-Affäre untersuchte, als er in wochenlangen im Fernsehen übertragenen Verhören zum Medienstar avancierte. Der Anwalt mit der ruhigen Stimme blieb allerdings stets sachlich. Bekannt wurde Baker mit einem Satz, den er in der Öffentlichkeit sagte und der ihm von seinem Berater, dem späteren Senator Fred Thompson, vorbereitet worden war: 

„What did the President know and when did he know it?“

„Was wusste der Präsident und wann wusste er es?“

### Majority Leader

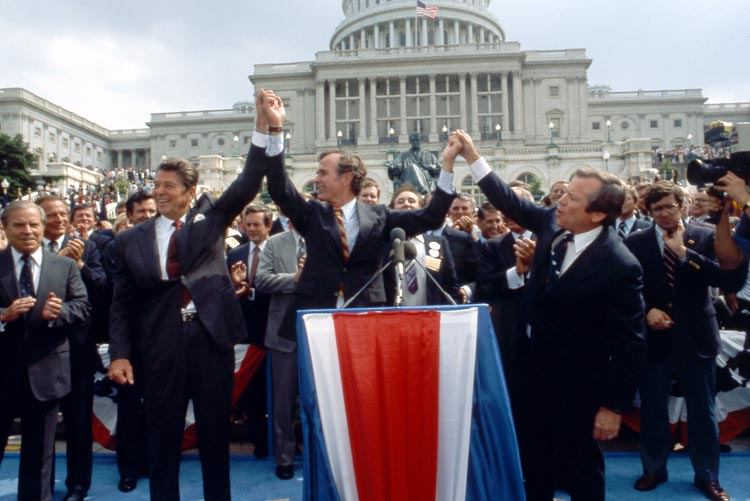
Howard Baker (rechts) mit Ronald Reagan und George Bush bei einer Wahlkampfveranstaltung in Washington, D.C. (1980)

Bei der Präsidentschaftswahl 1980 verkündete er seine Ambitionen, sich zur Wahl aufstellen zu lassen, verlor aber bereits in den Vorwahlen gegen Ronald Reagan. Nach den Wahlen errangen die Republikaner nach über 25 Jahren erstmals wieder die Mehrheit im Senat und Baker wurde nach zwei Amtszeiten Majority Leader der Republikanischen Partei. In den folgenden Jahren stand Baker mit der Fraktion in allen wichtigen Fragen hinter dem Präsidenten, jedoch wahrte der Senat auch seine Unabhängigkeit, indem er in verschiedenen Fragen dem Präsidenten die Gefolgschaft verweigerte. Das betraf vor allem Fragen der Rüstung und das Vorgehen in Mittelamerika. 1984 strebte er nicht nach einer Wiederwahl und schied Anfang 1985 aus dem Senat aus. Im selben Jahr wurde er mit der Presidential Medal of Freedom geehrt.

### Stabschef
Im Februar 1987 wurde Baker die Führung des US-Geheimdienstes CIA angeboten, was er allerdings ablehnte. Im selben Monat wurde in Washington der Bericht des ehemaligen Senators Tower zur Iran-Contra-Affäre veröffentlicht, in dem Reagan eine chaotische Amtsführung bescheinigt wurde. In Folge dieser Beschuldigungen musste sein Stabschef Donald Regan gehen. Am 27. Februar 1987 wurde Howard Baker zu dessen Nachfolger ernannt, weswegen er gleichzeitig auf eine ursprünglich angestrebte Präsidentschaftskandidatur im Jahr 1988 verzichtete.

### Botschafter
Von 2001 bis 2005 war Howard Baker zudem Botschafter der Vereinigten Staaten in Japan.

## Familie
Howard Baker war zum zweiten Mal verheiratet, auch dieses Mal mit der Tochter eines prominenten Republikaners. Seine erste Frau, Joy Dirksen, heiratete er im Dezember 1951. Sie war die Tochter des ehemaligen Senators Everett Dirksen aus Illinois, der die republikanische Fraktion im Senat unter Kennedy und Johnson führte (Senate Minority Leader). Sie hatten zusammen zwei Kinder, Darek und Cynthia Dirksen. Nachdem sie an Krebs gestorben war, heiratete Baker im Dezember 1996 die ehemalige Senatorin Nancy Landon Kassebaum aus Kansas, Tochter des ehemaligen Gouverneurs von Kansas und Präsidentschaftskandidaten bei der Wahl 1936, Alf Landon.

## Ehrungen
- 1984: Presidential Medal of Freedom
- 2008: Orden der Paulownienblüte (Japan)[5]